# Балдуин фон Щайнфурт
Балдуин фон Щайнфурт (на немски: Balduin von Steinfurt, Baldewin von Steinfurt, Baldewinus, Boldewinus de Stenvordia; † 31 март 1361 или сл. 1362) от фамилията на господарите на Щайнфурт, е 29. княжески епископ на Падерборн (1341 – 1361).

## Произход и управление
Той е син на Лудолф VI фон Щайнфурт († 1308) и съпругата му Ода фон Дипхолц († сл. 1326), дъщеря на Йохан I фон Дипхолц († сл. 1265) и графиня Хедвиг фон Роден († сл. 1246). Внук е на Балдуин II фон Щайнфурт († 1299/1317) и Елизабет фон Липе († 1315/1316). Сестра му Лутгардис († 1356) е абатиса на Фреден (1332 – 1349).
Той е през 1318 г. домхер в Мюнстер и Падерборн. През 1339 г. е приор на старата катедрала в Мюнстер. През февруари 1341 г. катедралният капител на Падерборн го избира за 29-ия епископ на Падерборн. На 18 август 1341 г. е ръкоположен за епископ в църквата Мюнстер в Херфорд.
По време на неговата служба в княжеския манастир Падерборн избухва черната смърт през 1349/1350 г. В началото на 1361 г. болният от подагра и вече старият Балдуин изпраща личен пратеник за Авиньон, за да даде отказа му в ръцете на тамошния папа, Инокентий VI. Той преживява номинацията на своя наследник, Хайнрих III, на 17 март 1361 и умира на 31 март 1361 или след 1362 г. Погребан е в катедралата на Падерборн.